# 茨韦特诺耶村委员会
茨韦特诺耶村委员会（俄语：Цветновский сельсовет）是俄罗斯联邦阿斯特拉罕州沃洛达尔斯基区所属的一个村委员会。其下辖有5个居民点，行政中心为茨韦特诺耶。据2015年统计，该村委员会的人口为2530人。